# Ленинградец (футбольный клуб)
«Ленингра́дец» — российский футбольный клуб из Ленинградской области. Основан в 2018 году. Выступает в дивизионе «А» Второй лиги.

## История
1 июня 2018 на совещании правительства Ленинградской области с участием губернатора Александра Дрозденко было принято решение о создании нового футбольного клуба, который станет представителем Ленинградской области в профессиональном футболе вместо подошедшего к банкротству «Тосно»; сообщается, что инициатива создания принадлежала лично губернатору. Форма собственности, согласно сообщению от 1 июня 2018, была определена как акционерное общество с десятью акционерами с равными долями по 10 %, бюджет — около 100 миллионов рублей. При выборе названия клуба рассматривались также варианты «Ладожец», «Волхов» и «Нева».
Генеральным директором клуба стал бизнесмен Игорь Левит. Основу состава составили выпускники СШОР «Зенит» разных лет. Возглавил команду Борис Рапопорт, но официально он из-за отсутствия нужной лицензии числился старшим тренером, а главным — Геннадий Бондарук. Летом 2018 года клуб прошёл лицензирование и дебютировал в ПФЛ в сезоне 2018/19. 18 июля клуб провёл первый официальный матч в рамках первенства ПФЛ в группе «Запад», обыграв «Казанку» 2:0 на стадионе «Nova Arena». 30 июля команда впервые участвовала в Кубке России, вылетев на первой для себя 1/128 финала.
Во время перерыва клуб стал победителем традиционного ежегодного зимнего турнира МРО «Северо-Запад» на призы полномочного представителя Президента РФ в Северо-Западном федеральногом округе. 23 февраля 2019 года, в финальном матче была обыграна «Звезда» (Санкт-Петербург) со счётом 2:0.
Свой первый сезон в ПФЛ клуб завершил на 5-м месте.
В феврале 2020 клуб победил в турнире МРО «Северо-Запад» на призы Полпреда Президента России в СЗФО. Свой второй сезон завершил на 5-м месте в таблице зоны «Запад», оставшись на этой строчке в связи с досрочным окончанием соревнований из-за пандемии COVID-19.
28 мая 2020 года стало известно об изменениях в тренерском штабе: главным тренером в новом сезоне стал Денис Бушуев, помощники — Геннадий Бондарук, Илья Наумов и Максим Астафьев. 29 апреля 2021 года Бушуев покинул пост, а на его место был назначен Геннадий Бондарук. Сезон клуб завершил на 5-м месте турнирной таблицы группы 2, отметившись в последних матчах обилием голов. 16 июня контракт с Бондаруком был расторгнут по обоюдному согласию сторон. 20 июня главным тренером был назначен Сергей Кирьяков. Подводя итоги сезона, генеральный директор клуба Игорь Левит заявил, что команда не выполнила задачу занять первое место, но не посчитал сезон провальным. Характеризуя работу Бушуева, отметил неиспользование им всей глубины состава, предсказуемость команды, большое количество в составе молодёжи, нехватку баланса. Положительно отметил отдачу Бушуева, его вовлечённость в процесс. Поблагодарив за работу Бондарука, отметил, что ему было бы трудно посмотреть на запланированные перемены «под другим углом».
28 мая 2023 года в матче с владимирским «Торпедо» «Ленинградец» досрочно стал победителем группы 2 второй лиги и завоевал путёвку в Первую лигу. 21 апреля 2024 года главный тренер команды Сергей Кирьяков, покинул клуб в связи с неудовлетворительным результатом игр команды. Максим Астафьев был назначен исполняющим обязанности главного тренера, а 24 мая 2024 года он был утверждён в должности. 25 мая 2024 года «Ленинградец» проиграл в матче последнего тура Первой лиги московскому «Торпедо» и выбыл во Вторую лигу. 17 сентября 2024 года Максим Астафьев покинул пост главного тренера клуба. 21 сентября 2024 года новым главным тренером «Ленинградца» был назначен Вадим Евсеев. В сезоне 2024/25 «Ленинградец» занял 5-е место в группе «золото». 24 июня 2025 года новым главным тренером команды был назначен Алексей Бага.

## Результаты выступлений
| Сезон   | Лига                                       | Место    | И  | В  | Н  | П  | М     | О  | Бомбардир          | Кубок России            | И | В | Н | П | М   | Последний соперник             |
| ------- | ------------------------------------------ | -------- | -- | -- | -- | -- | ----- | -- | ------------------ | ----------------------- | - | - | - | - | --- | ------------------------------ |
| 2018/19 | ПФЛ, «Запад»                               | 5 из 13  | 24 | 11 | 4  | 9  | 32-28 | 37 | Егор Корцов — 6    | 1/128 финала            | 1 | 0 | 0 | 1 | 1-3 | Звезда (СПб) — 1:3 (г)         |
| 2019/20 | ПФЛ, «Запад»                               | 5 из 14  | 17 | 7  | 7  | 3  | 27-20 | 28 | Никита Хлусов — 7  | 1/32 финала             | 3 | 1 | 1 | 1 | 3-3 | Балтика — 1:2 (д)              |
| 2020/21 | ПФЛ, «Запад»                               | 5 из 16  | 30 | 16 | 6  | 8  | 51-29 | 48 | Ризван Умаров — 17 | элитный групповой раунд | 4 | 2 | 1 | 1 | 4-3 | Чертаново — 0:0 (д)пен. 6:5    |
| 2021/22 | ФНЛ-2, группа 2                            | 3 из 21  | 30 | 18 | 4  | 8  | 58-25 | 58 | Ризван Умаров — 11 | элитный групповой раунд | 4 | 3 | 0 | 1 | 7-3 | Краснодар — 0:2 (д)            |
| 2022/23 | Вторая лига, группа 2                      | 1 из 22  | 32 | 23 | 7  | 2  | 67-17 | 76 | Михаил Маркин — 20 | 3-й раунд пути регионов | 2 | 1 | 1 | 0 | 3-0 | Динамо (СПб) — 0:0 (г)пен. 4:5 |
| 2023/24 | Первая лига                                | 16 из 18 | 34 | 8  | 10 | 16 | 27-44 | 34 | Эдуард Суханов — 4 | 4-й раунд пути регионов | 1 | 0 | 0 | 1 | 0-1 | КАМАЗ — 0:1 (г)                |
| 2024/25 | Вторая лига, дивизион «А», группа «золото» | 3 из 10  | 18 | 6  | 10 | 2  | 26-18 | 28 | Дмитрий Барков — 7 | 3-й раунд пути регионов | 2 | 1 | 0 | 1 | 4-2 | Знамя Труда — 0:2 (г)          |
| 2024/25 | Вторая лига, дивизион «А», группа «золото» | 5 из 10  | 18 | 7  | 6  | 5  | 20-20 | 27 | Дмитрий Барков — 7 | 3-й раунд пути регионов | 2 | 1 | 0 | 1 | 4-2 | Знамя Труда — 0:2 (г)          |

1. ↑  2-е место (из 3) в группе — соответствует 1/16 финала.
2. 1 2  Первенство проходило в два этапа, на втором этапе учитывалась часть матчей первого этапа. Приведены суммарные показатели в сыгранных матчах.
3. ↑  3-е место (из 3) в группе — соответствует 1/32 финала.
4. ↑  Два отдельных этапа: первый (летне-осенний) и второй (весенне-летний).

## Домашние стадионы
- Сезон 2018/19: Nova Arena (Санкт-Петербург), «Кировец» (Тихвин)
- Сезон 2019/20: Nova Arena (Санкт-Петербург)
- Сезон 2020/21: «Рощино Арена», Nova Arena (Санкт-Петербург)
- Сезон 2021/22: «Рощино Арена», «Кировец» (Санкт-Петербург), «Петровский» (Санкт-Петербург)
- Сезоны 2022/23 — 2023/24: «Петровский» (Санкт-Петербург), «Рощино Арена»
- Сезоны 2024/25 — 2025/26: «Рощино Арена»

## Текущий состав
| 1  | Флаг России | Вр  | Егор Смирнов        | 2002 |  |  |  |  |  |
| 68 | Флаг России | Вр  | Александр Григорьев | 2004 |  |  |  |  |  |
| 75 | Флаг России | Вр  | Иван Будачёв        | 2001 |  |  |  |  |  |
| 99 | Флаг России | Вр  | Мурад Магомедов     | 2006 |  |  |  |  |  |
|    |             |     |                     |      |  |  |  |  |  |
| 2  | Флаг России | Защ | Сергей Николаев     | 2003 |  |  |  |  |  |
| 4  | Флаг России | Защ | Роман Кудрявцев     | 2004 |  |  |  |  |  |
| 28 | Флаг России | Защ | Савелий Ратников    | 2002 |  |  |  |  |  |
| 33 | Флаг России | Защ | Андрей Яковлев      | 1995 |  |  |  |  |  |
| 41 | Флаг России | Защ | Владислав Микушин   | 2001 |  |  |  |  |  |
| 57 | Флаг России | Защ | Илья Быковский      | 2001 |  |  |  |  |  |
| 69 | Флаг России | Защ | Данила Козлов       | 1997 |  |  |  |  |  |
| 97 | Флаг России | Защ | Андрей Хитяев       | 2000 |  |  |  |  |  |
|    |             |     |                     |      |  |  |  |  |  |
| 7  | Флаг России | ПЗ  | Евгений Песегов     | 1989 |  |  |  |  |  |
| 8  | Флаг России | ПЗ  | Виталий Горулев     | 1998 |  |  |  |  |  |

| 9  | Флаг России | ПЗ  | Никита Розманов    | 2001 |  |  |  |  |  |
| 10 | Флаг России | ПЗ  | Михаил Горелишвили | 1993 |  |  |  |  |  |
| 18 | Флаг России | ПЗ  | Эдуард Суханов     | 1991 |  |  |  |  |  |
| 21 | Флаг России | ПЗ  | Владислав Шепелев  | 2000 |  |  |  |  |  |
| 22 | Флаг России | ПЗ  | Кирилл Буцев       | 2007 |  |  |  |  |  |
| 23 | Флаг России | ПЗ  | Сергей Ильин       | 2000 |  |  |  |  |  |
| 47 | Флаг России | ПЗ  | Руслан Казаков     | 1999 |  |  |  |  |  |
| 59 | Флаг России | ПЗ  | Кирилл Давиденко   | 2006 |  |  |  |  |  |
| 79 | Флаг России | ПЗ  | Александр Кухарчук | 2003 |  |  |  |  |  |
|    |             |     |                    |      |  |  |  |  |  |
| 70 | Флаг России | Нап | Максим Ортяшов     | 2007 |  |  |  |  |  |
| 71 | Флаг России | Нап | Дмитрий Яковлев    | 2005 |  |  |  |  |  |
| 77 | Флаг России | Нап | Максим Бачинский   | 2000 |  |  |  |  |  |
| 82 | Флаг России | Нап | Валерий Архипенко  | 2006 |  |  |  |  |  |

## Фарм-клуб
В январе-феврале 2019 года был основан как молодёжный клуб СШ «Ленинградец» из молодых игроков города и области. В марте коллектив принял участие в V турнире МРО «Северо-Запад» среди молодёжных команд, а в конце апреля принял участие в Кубке чемпионов МРО «Северо-Запад» 2019 как мужской клуб. Команда также стала принимать участие в розыгрышах чемпионата и кубка Ленинградской области (в 2019 году как «Ленинградец» Гатчина, в 2020 году — СШ «Ленинградец» Гатчина, с 2021 года — СШ «Ленинградец» Ленинградская область) среди мужских команд.
В 2019 году команда СШ «Ленинградец» приняла участие в III дивизионе (первенство России среди ЛФК) в зоне «Северо-Запад» и кубке МРО «Северо-Запад». В 2020 году не играла в соревнованиях III дивизиона. В 2021 году в чемпионате СЗФО заняла 5-е место, в 2022 году — 3-е, в 2023 году заняла 2-е место в чемпионате и выиграла кубок Северо-Запада.
В 2024 и 2025 годах команда СШ «Ленинградец» приняла участие в Кубке России.
| Должность         | ФИО                           |
| ----------------- | ----------------------------- |
| Начальник команды | Андрей Николаевич Александров |
| Главный тренер    | Александр Петрович Черевко    |
| Тренер            | Роман Константинович Воробьёв |
| Тренер            | Алексей Владимирович Коньков  |
| Тренер вратарей   | Руслан Ренатович Гайнанов     |
| Тренер вратарей   | Никита Андреевич Ильин        |
| Врач              | Василий Александрович Ахутин  |
| Врач              | Эрадж Назриходжаевич Рахимов  |
| Врач              | Кристина Рамилевна Ишимова    |
| Администратор     | Игорь Сергеевич Коротков      |

### Результаты выступлений
| Сезон | Турнир                             | Результат   |
| ----- | ---------------------------------- | ----------- |
| 2019  | Чемпионат Ленинградской области    | 9 место /11 |
| 2019  | Кубок Ленинградской области        | 1/4 финала  |
| 2019  | Первенство Северо-Запада           | место /4    |
| 2019  | Кубок Северо-Запада                | 1/2 финала  |
| 2020  | Чемпионат Ленинградской области    | 5 место /10 |
| 2020  | Кубок Ленинградской области        | 1/4 финала  |
| 2021  | Первенство Северо-Запада           | 5 место /8  |
| 2021  | Чемпионат Ленинградской области    | 4 место /12 |
| 2021  | Кубок Ленинградской области        | 1/4 финала  |
| 2022  | Первенство Северо-Запада           | место /8    |
| 2022  | Чемпионат Ленинградской области    | 4 место /10 |
| 2022  | Кубок Ленинградской области        | 1/2 финала  |
| 2023  | Первенство Северо-Запада           | место /8    |
| 2023  | Кубок Северо-Запада                | Победитель  |
| 2023  | Чемпионат Ленинградской области    | место /10   |
| 2024  | Первенство Северо-Запада           | место /7    |
| 2024  | Кубок Северо-Запада                | Победитель  |
| 2024  | Чемпионат Ленинградской области    | место /11   |
| 2025  | Кубок чемпионов ОФФ «Северо-Запад» | место /7    |

8 июня 2023 года был выдан аттестат на участие во Второй лиге — Дивизионе «Б» 2023 команде «Ленинградец-2», по состоянию на 15 июня штат команды не был сформирован, позднее было принято решение не заявлять команду во Вторую лигу из-за неготовности стадиона «Рощино Арена». По словам генерального директора клуба Игоря Левита, участие второй команды клуба, которую может составить молодёжная команда спортшколы, во Второй лиге целесообразно, но в рамках регионального охвата турнира, без дальних выездов, исходя из финансовых соображений.

## Футбольная школа
11 октября 2018 года Правительством Ленинградской области было принято решение о создании на территории Ленинградской области спортивной школы, специализирующейся на подготовке футболистов. Было запланировано открытие сети школ «Ленинградец» в разных городах области.
Первая школа клуба была открыта в Гатчине 19 декабря 2018 года и с 1 января 2019 года начала работу по набору юных спортсменов. С 2019 года воспитанники школы участвуют в соревнованиях Ленинградской области и Санкт-Петербурга среди детско-юношеских школ, а также всероссийских детских турнирах под эгидой РФС.
С мая 2021 года спортшкола принимает участие в ЮФЛ в дивизионе «Северо-Запад».
Директором школы является Игорь Наумов.